# Джазовий фестиваль Північного моря
Джазовий фестиваль Північного моря (англ. North Sea Jazz Festival) — найбільший у світі щорічний джазовий фестиваль, який відбувається в приміщенні. З 2006 року фестиваль відбувається в Роттердамі протягом трьох других вихідних днів липня. У 1976—2005 роках місцем проведення фестивалю був Палац конгресів в Газі.
Під час Джазового фестивалю Північного моря учасники виконують приблизно 1800 композицій — джазових, блюзових, а також у стилях латино, фанк, соу, хіп-хоп та R&B. Найкращим музикантам вручаються нагороди — «Edison Jazz Awards» та «Премія Пола Акета» (у 1985—1991 роках ця нагорода мала назву Премія «Птаха»).

## Історія

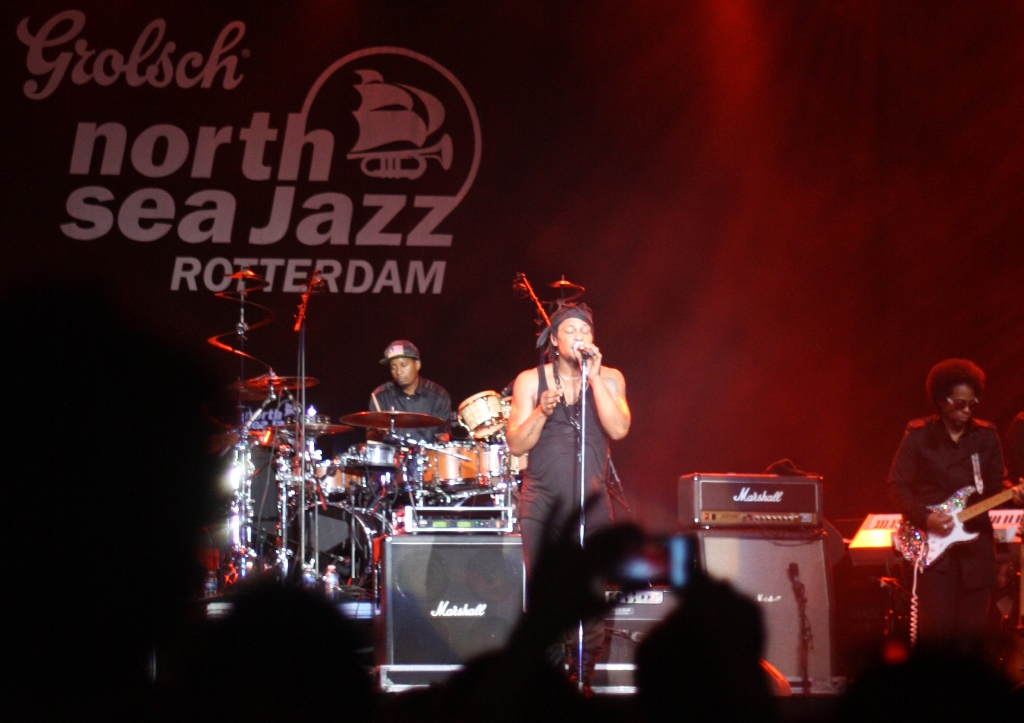
2012

Засновником фестивалю був Пол Акет — бізнесмен і любитель джазу, який розбагатів ву 1960-х роках на видавництві поп-журналів. У 1975 році він продав свою компанію та заснував Північноморський джазовий фестиваль, на якому планував представити американський джаз та європейський авангардний джаз.
Перший фестиваль відбувся у 1976 році, він мав великий успіх: шість сцен, тридцять годин музики та 300 виступів зібрали понад 9000 відвідувачів. Були запрошені відомі музиканти Каунт Бейсі, Майлз Девіс, Біллі Екстайн, Стен Гетц, Діззі Гілеспі, Джеймс Тейлор, Бенні Гудман, Сара Вон.

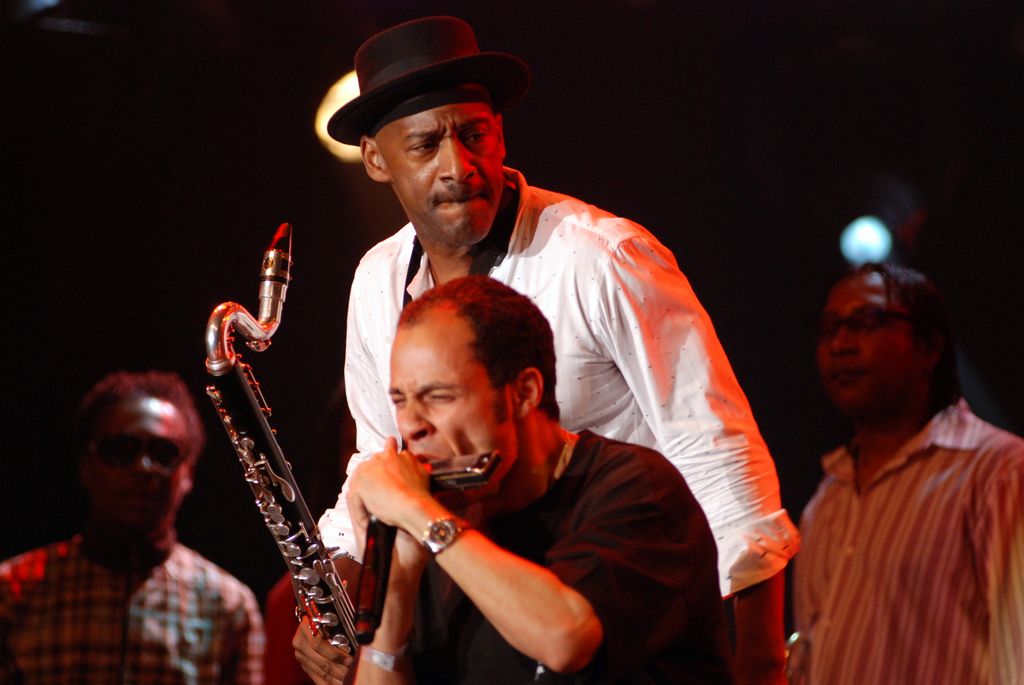
Маркус Міллер і Ґрегуар Маре на фестивалі Північного моря

У 1990 році заснували два менші фестивальні заходи: Північноморські джазові шлягери (North Sea Jazz Heats) — безкоштовні виступи в пабах по всій Гаазі, та вишуканіший — Свято джазу в середині літа (Midsummer Jazz Gala). Обидва заходи відбуваються ввечері напередодні фестивалю. Серед музикантів, які виступали на Святі джазу, — Тоні Беннетт, Гербі Генкок і Оскар Пітерсон. Емі Вайнгауз виступала на фестивалі у 2004 році, а Адель — у 2009 році.